# برایان کانر (بازیکن فوتبال)
برایان کانر (انگلیسی: Brian Connor؛ زادهٔ ۲۳ آوریل ۱۹۶۹) بازیکن فوتبال اهل بریتانیا است.
از باشگاه‌هایی که در آن بازی کرده‌است می‌توان به باشگاه فوتبال مارلو، باشگاه فوتبال میدنهد یونایتد، باشگاه فوتبال همپتون و ریچموند بورو، باشگاه فوتبال سلو تاون، و باشگاه فوتبال سنت آلبنز سیتی اشاره کرد.
وی همچنین در تیم ملی فوتبال آنگویلا بازی کرده‌است.